# Trojan (Marke)
Trojan ist der Markenname für Kondome hergestellt von der Church & Dwight Company. Etwa 69 % der in Drogerien in den USA verkauften Kondome sind Kondome der Marke Trojan. Damit besitzt Trojan einen mehr als viermal so hohen Marktanteil wie Durex (ca. 15 %).

## Trojan USA
Anfang des 20. Jahrhunderts verhalfen die sogenannten amerikanischen Comstock-Gesetze (Verbot des Kondomverkaufs außerhalb von Apotheken) der Marke Trojan zu einer Art Monopolstellung in den USA, da die Gesetze den Markteintritt für Konkurrenten extrem erschwerten. Dieses Monopol begann in den 1970ern infolge der Sexuellen Revolution aufzuweichen.
Besonders Konkurrent Durex versucht derzeit aktiv die Vormachtstellung von Trojan auf dem amerikanischen Kondommarkt (Jahresumsatz etwa $430 Millionen) anzugreifen. Trotzdem ist das von Trojan in Fernsehwerbung und andere Marketingprogramme investierte Budget mit etwa $33,6 Millionen noch mehr als 26-fach so hoch wie das von Konkurrent Durex. Dadurch lässt sich auch erklären, wieso sich die Marktanteile in den letzten 6 Jahren nicht großartig verändert haben (Trojan 2006 ca. 70,5 % auf 2012 ca. 69 %; Durex 2012 ca. 15 %).

## Trojan Europa
Während Trojan in den USA der unumstrittene Marktführer ist, sieht die Situation in Europa ganz anders aus. Trojan ist derzeit nicht in allen europäischen Staaten, z. B. Deutschland, präsent. Im Vereinigten Königreich trat Trojan 2003 in den Markt ein. Unter dem Motto „Safe Ride Home“ wurden kostenlose Kondome in Taxis verteilt. Trotzdem konnte sich Trojan bis 2005 nur einen Marktanteil von ca. 2 % gegenüber Konkurrent Durex mit ca. 83 % erobern.

## Produkte

### Kondome

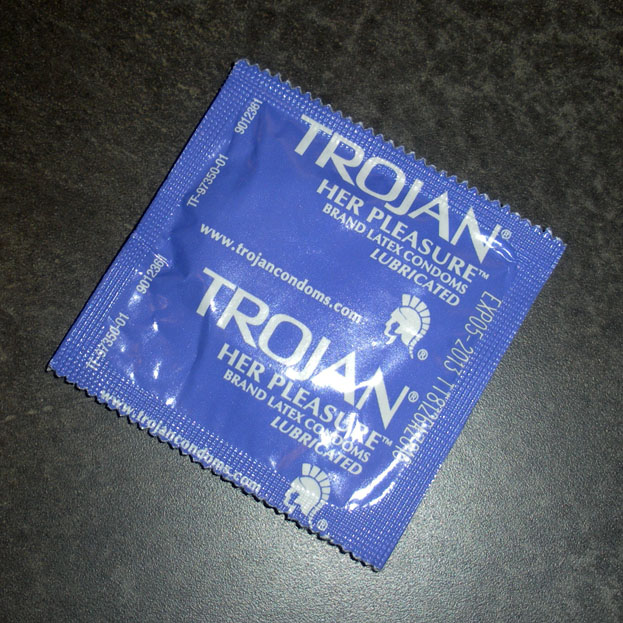
Trojan Her Pleasure™ Kondom

Trojan vertreibt Kondome in drei unterschiedlichen Größen und verschiedenen Ausführungen:
- Standardgröße
- MAGNUM (größer als Standardgröße)
- MAGNUM XL (größte Größe)
- Her Pleasure (stark gerippte und genoppte Wandung)
- FIRE & ICE (mit thermoaktivem Gleitmittel)
- ENZ (dickere Wandung als Standardkondom)
- BARESKIN (40 % dünnere Wandung als das Standardkondom)
- ECSTASY
- Armor (mit Spermizid)
- CHARGED (mehr Gleitmittel und gerippte Wandung)
- Twisted (verdreht gerippte Wandung)
- Extended (mit betäubendem Gleitmittel, wirkt als Lokalanästhetikum)
- Naturalamb (Latex frei aus Lammhaut)
- SUPRA (Latex frei mit Polyurethan[12])

### Vibratoren
Unter dem Namen Vibrations vertreibt Trojan unterschiedliche Vibratoren und Vibrationsringe.

## Trojan Games
Um die Kondome im Vereinigten Königreich einzuführen, wurde 2003 im Rahmen einer Marketingkampagne eine humorvolle gefälschte offizielle Website für die sogenannten Trojan Games erstellt. Die Trojan Games waren ein angeblich international stattfindendes Sportereignis ähnlich wie die Olympischen Spiele und sollten in Bukarest stattfinden. Die Sportarten basierten dabei auf sexuellen Leistungen, die mit klassischen Sportarten vermischt wurden. Ab November 2006 wurden die verschiedenen „Trojan Games“-Videos über 300 Millionen Mal angesehen.